# Sarekjávrásj
Sarekjávrásj, enligt tidigare ortografi Sarekjauratj, är en sjö i Jokkmokks kommun i Lappland och ingår i Luleälvens huvudavrinningsområde. Sjön har en area på 0,267 kvadratkilometer och ligger 989 meter över havet. Sarekjávrásj ligger i Sarek Natura 2000-område.
Sjön avvattnas av en namnlös mindre jokk som är ett biflöde till Guhkesvákkjåhkå som i sin tur är ett biflöde till Sijddoädno som mynnar i Tjaktjajávrre - en reglerad sjö som avvattnas av Blackälven.

## Delavrinningsområde
Sarekjávrásj ingår i det delavrinningsområde (748447-158639) som SMHI kallar för Inloppet i Lietjit-Jaure. Medelhöjden är 1 205 meter över havet och ytan är 114,86 kvadratkilometer. Räknas de 12 avrinningsområdena uppströms in blir den ackumulerade arean 194,38 kvadratkilometer. Blackälven som avvattnar avrinningsområdet har biflödesordning 3, vilket innebär att vattnet flödar genom totalt 3 vattendrag innan det når havet efter 337 kilometer. Avrinningsområdet består mestadels av kalfjäll (82 procent). Avrinningsområdet har 0,64 kvadratkilometer vattenytor vilket ger det en sjöprocent på 0,6 procent. Delavrinningsområdet täcks till 15,68 procent av glaciärer, med en yta av 18,0269 kvadratkilometer.